# Следобедът на един фавн (балет)
„Следобедът на един фавн“ (на френски: L'Après-midi d'un faune) е едноактен балет от Вацлав Нижински, поставен върху музиката на „Прелюдия към следобеда на един фавн“ на Клод Дебюси (вдъхновена от поемата на Стефан Маларме „Следобедът на един фавн“).
Балетът е първата творба на Нижински като хореограф. Създава го за Руския балет на Дягилев и самият той танцува основната партия. Премиерата е на 29 май 1912 г. в парижкия Театър дю Шатле. Костюмите, декорите и илюстрациите на програмата са проектирани от художника Леон Бакст.
Нижински веднага се изявява като оригинален хореограф, подчертавайки животинското и чувствено поведение на фавна чрез костюм и грим. Играейки си с ъгли, профили и странични движения, той изоставя академичния танц в полза на стилизирания жест.

## Сюжет
Сюжетът на балета не е адаптация на поемата на Маларме, а сцена, която я предхожда.
На една могила фавн се събужда, свири на флейта и съзерцава грозде. Появява се първа група от три нимфи, последвана от втора група, която придружава главната нимфа. Тя танцува в центъра на сцената, като постепенно сваля воалите, които я покриват. Фавнът, привлечен от танците на нимфите, отива да ги посрещне, за да ги съблазни, но те бягат. Само главната нимфа остава с фавна; след па дьо дьо тя бяга, оставяйки шала си в краката на фавна. Той го грабва, но три нимфи се опитват да го върнат без успех, други три нимфи се подиграват на фавна. Той се връща при могилата си с шала, който съзерцава като очарован. Поставяйки го на земята, той ляга върху плата.

## Произход на балета
Идеята на Нижински да направи балет, вдъхновен от Древна Гърция, вероятно му е подсказана от сценографа Леон Бакст, почитател на гръцките и критски антики, по време на престой на танцьора при сестра му Бронислава Нижинска в Карлсбад. Нижински предлага идеята за гръцкия балет на Дягилев, който я приема, искайки да насърчи дебюта на танцьора като хореограф, а и с намерение да го постави начело на Руския балет.
Изборът на музика е направен по взаимно съгласие между Дягилев и Нижински и пада върху Прелюдията на Клод Дебюси, въпреки нежеланието на танцьора, намиращ музиката за твърде мека и лишена от известна грубост в сравнение с движенията, които той си представя като хореограф. Композиторът само поради настояването на Дягилев дава разрешение за използване на музиката му.

## Източник на вдъхновение
По време на посещения с Леон Бакст в музея Лувър Нижински се вдъхновява от гръцките червенофигурни вази, особено от атическите и луканските кратери, показващи сатири, преследващи нимфи, и сюжети от Илиада. Той прави скици на различните нагласи, които могат да вдъхновят неговата хореография.

## Хореография
Особеността на хореографията на Нижински е скъсването с класическата традиция. Той предлага нов начин за възприемане на танца, базиран на странични и фронтални движения, вдъхновени от профилираните фигури на гръцките вази. В балета Нижински изпълнява само един скок, който символизира пресичането на потока, където се къпят нимфите.
В края на 1910 г. в Санкт Петербург Нижински и сестра му правят експерименти, после подготвителната работа продължава в Париж до 1911 г. Първите репетиции се провеждат в Берлин през януари 1912 г. и разкриват трудностите, свързани с хореографията. Танцьорите трудно възприемат и танцуват в пози, противоречащи на класическата традиция. Нежински отхвърля позиции, наследени от класическия танц, като en-dehors и pointes; танцьорите трябва да танцуват боси.
Перфекционизмът на хореографа довежда до голям брой репетиции (около шестдесет), за да постигне резултата, който търси.

## Балетна нотация
През 1915 г., вдъхновен от петредовата система на Степановза нотация на движението, която той е научил като студент в Императорското балетно училище в Санкт Петербург, Нижински създава лична система за нотация за своя балет. През 1988 г. Ан Хътчинсън Гест и Клаудия Йешке я дешифрират нотацията на Нижински и ѝ правят транскрипция в нотацията на Лабан. Партитурата на хореографията разкрива забележими разлики от версиите на балета, предадени по памет, по-специално по-детайлните и разнообразни движения на нимфите в нотацията на Нижински, докато предаванията по памет са премахнали елементи, което ги прави по-еднородни.

## Разпределение на ролите
Нижински иска танцьорка, по-висока от фавна, която да играе великата нимфа, и се сеща за Ида Рубинщайн, но тя отказа, смятайки, че движенията не са естествени. Ролята е поверена на Лидия Нелидова, също висока танцьорка. Останалите шест нимфи са Леокадия Клементович, Хенриет Майчерска, Копецинска, Черепанова, Надя Баранович и Бронислава Нижинска. Вацлав Нижински играе ролята на Фавна.

## Сценография
Дизайнът на декора и костюмите е поверен на Леон Бакст. Декорът, представляващ горски пейзаж, чийто стил е близък до символиката на Пюви дьо Шаван, не е оценен от Нижински, който иска по-изтънчен мотив в духа на картините на Гоген, по-подходящ за „кубистична“ хореография, както предлага Дягилев. Този декор е заменен през 1922 г. с ново платно в нюанси на сивото, рисувано от Пикасо, а от 1929 г. с нов декор на принц Шервашидзе. За да се подчертае фронталността на хореографията, декорът е монтиран в предната част на сцената, така че танцьорите могат да се движат само в намалено пространство с дълбочина два метра, а осветлението трябва да придаде на балета вид на барелеф.
От друга страна, костюмите и гримът са възприети веднага. Перуките, вдъхновени от прическите на гръцките богини, са изработени от залепени конци, туниките на нимфите са изработени с плисирана марля. За майото на фавна Леон Бакст рисува петната директно върху плата.

## Скандалът на първото изпълнение
Крайният резултат не се харесва на Дягилев, особено поради липсата на танцови движения. Той иска да отмени представлението против волята на Нижински, който заплашва да напусне трупата. Арбитражът на Леон Бакст разрешава конфликта в полза на хореографа.
Генералната репетиция се състои на 28 май 1912 г. в Театър дю Шатле в присъствието, наред с други, на Клод Дебюси, Морис Равел, Жан Кокто и Огюст Роден. Изправен пред мълчанието на гостите в края на представлението, Дягилев нарежда повторение на представлението, което получава известни аплодисменти, но и резерви заради финалната сцена на фавна, легнал върху шала, тълкуван като оргазъм, но който той отказва да промени. Габриел Аструк споменава, че тази сцена имала случаен произход, всъщност завесата трябвало да падне в момента, когато фавнът ляга върху шала, но Нижински закъснява и се втурва към тъканта по-бързо от очакваното.
Премиерата се състои на следващия ден и предизвиква гняв от публиката, представлението е прекъснато, но подновено.
Скандалът, подхранван от пресата, привлича публиката към следващите представления, главно поради статията на Гастон Калмет във Фигаро от 30 май 1912 г., където той критикува безсрамието на фавна:
Като право на отговор Дягилев публикува две хвалебствени писма от Огюст Роден и Одилон Редон в следващия брой на Фигаро.

## Албумът на Майер
През 1912 г., по време на представления на Руския балет в Лондон, модният фотограф Адолф де Майер прави серия от снимки на хореографията на Нижински, които са събрани в албум, публикуван от Пол Ирибе. Този албум се състои от 30 фотографски отпечатъка, взети от големи стъклени негативи, ретуширани с четка и фотографирани отново, за да бъдат отпечатани чрез колотипиране.
- Началната сцена
- Великата нимфа, изиграна от Лидия Нелидова, сваля воалите си, с две нимфи отстрани
- Нжински и сестра му Бронислава Нижинска в сцена от балета
- Нижнински и Лидия Нелидова в па де дьо
- Една от последните сцени, в която фавнът взима шала

## Представления
Балетът остава в репертоара на Руския балет до разпускането на трупата след смъртта на Дягилев през 1929 г. Ролята на фавна се играе от Нижински до 1914 г., когато е уволнен от Руския балет, след това в собствената му трупа, преди да се върне в Руския балет през 1916 г., редувайки се с Леонид Масин. Общо той изпълнява балета 59 пъти. По време на тези изпълнения с Руския балет хореографията претърпя промени. Нижински, след премиерата на балета, заменя предизвикалия скандал мастурбационен жест с по-малко шокиращ, протягайки ръка покрай бюста си, но възстановява скандалния жест в следващите изпълнения. През 1916 г., по време на турне на Ballets Russes в Съединените щати, Нижински протестира, докато се изпълнява ролята на фавна от Масин, твърдейки, че не признава неговата хореография. Изразява своите критики в статия в Ню Йорк Таймс, Възраженията на Нижински срещу начина, по който Дягилев изпълнява неговия балет „Фавн“, водят до оттеглянето му : „Този балет е изцяло мое творение и не е направен така, както съм го замислил. Няма какво да кажа за работата на г-н Масин, но детайлите на хореографията на ролите не са дадени така, както съм ги замислил“.
След интернирането на Нижински балетът е възобновен през 1922 г. от Бронислава Нижинска, която поема ролята на Фавна само за сезона на Руския балет през 1922 г. От 1924 г. ролята е поета от Леонид Масин, Леон Войзиковски и Серж Лифар, последният интерпретатор на фавна за Руския балет, който прави солова версия. В нито едно от тези изпълнения на балета с трупата, нито в присъствието на Нижински, нито в негово отсъствие, не е използвана партитурата, записана от хореографа; балетът се предава устно.

### В масовата култура
- През 1984 г. британската група „Куийн“ се вдъхновява от балета във видеото към своя сингъл I Want to Break Free.